# Hohenberg an der Eger
Hohenberg an der Eger település Németországban, azon belül Bajorországban. Lakosainak száma 1438 fő (2023. december 31.). Hohenberg an der Eger Libá, Schirnding, Thiersheim, Arzberg, Selb és Kaiserhammer Forst-Ost községekkel határos.

## Népesség
A település népessége az elmúlt években az alábbi módon változott:
| Lakosok száma | 992  | 1675 | 1468 | 1576 | 1458 | 1438 | 1422 | 1452 | 1436 | 1438 |
|               | 1875 | 1950 | 1975 | 1987 | 2012 | 2014 | 2016 | 2017 | 2021 | 2023 |

## További információk

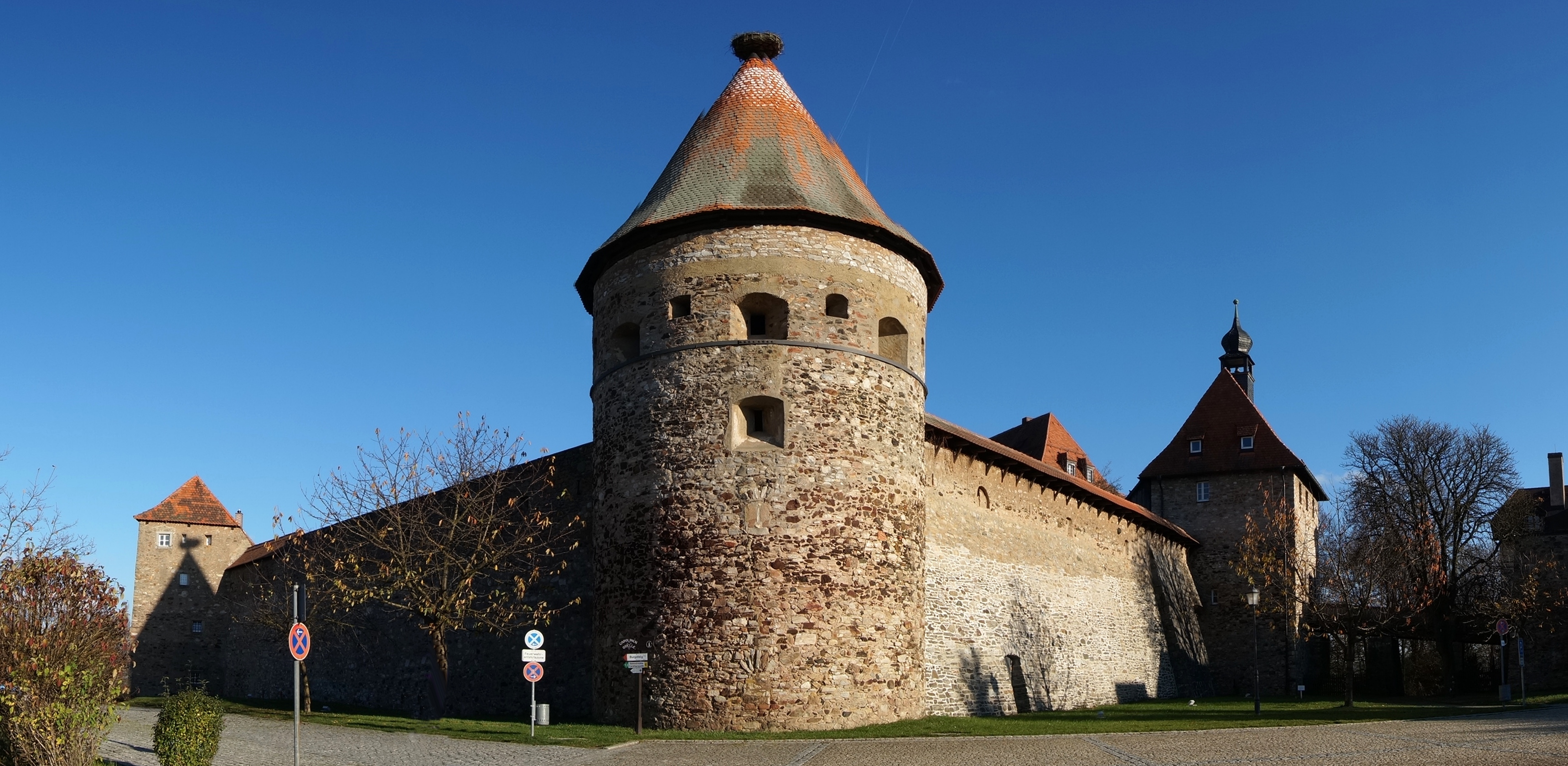
Burg Hohenberg